# ふうちょう座
ふうちょう座（ふうちょうざ、Apus）は現代の88星座の1つ。16世紀末に考案された新しい星座で、「極楽鳥」の通称でも知られるフウチョウをモチーフとしている。天の南極近くに位置し、人が常在する日本国内の島全てからその一部さえも見ることができないため「日本から全く見えない星座」の1つとされるが、沖ノ鳥島では ζ星など星座の一部が水平線よりも上に上がる。

## 主な天体

### 恒星
2022年4月現在、国際天文学連合 (IAU) によって1個の恒星に固有名が認証されている。
- HD 137388：国際天文学連合の100周年記念行事「IAU100 NameExoworlds」でニュージーランドに命名権が与えられ、主星はKaraka、太陽系外惑星はKererūと命名された[6]。

その他、以下の恒星が知られている。
- α星：見かけの明るさ3.798等の4等星[7]。ふうちょう座で最も明るく見える恒星。
- θ星：半規則型の脈動変光星で赤色巨星[8]。4.58等から5.34等の振幅で変光する[9]。
- ζ星：見かけの明るさ4.78等の5等星[10]。沖ノ鳥島では水平線上約3°ほどの高さに見える。

### 星団・星雲・銀河
- NGC 6101：球状星団。パトリック・ムーア（英語版）がアマチュア天文家の観測対象に相応しい星団・星雲・銀河を選んだコールドウェルカタログの107番に選ばれている。

## 由来と歴史

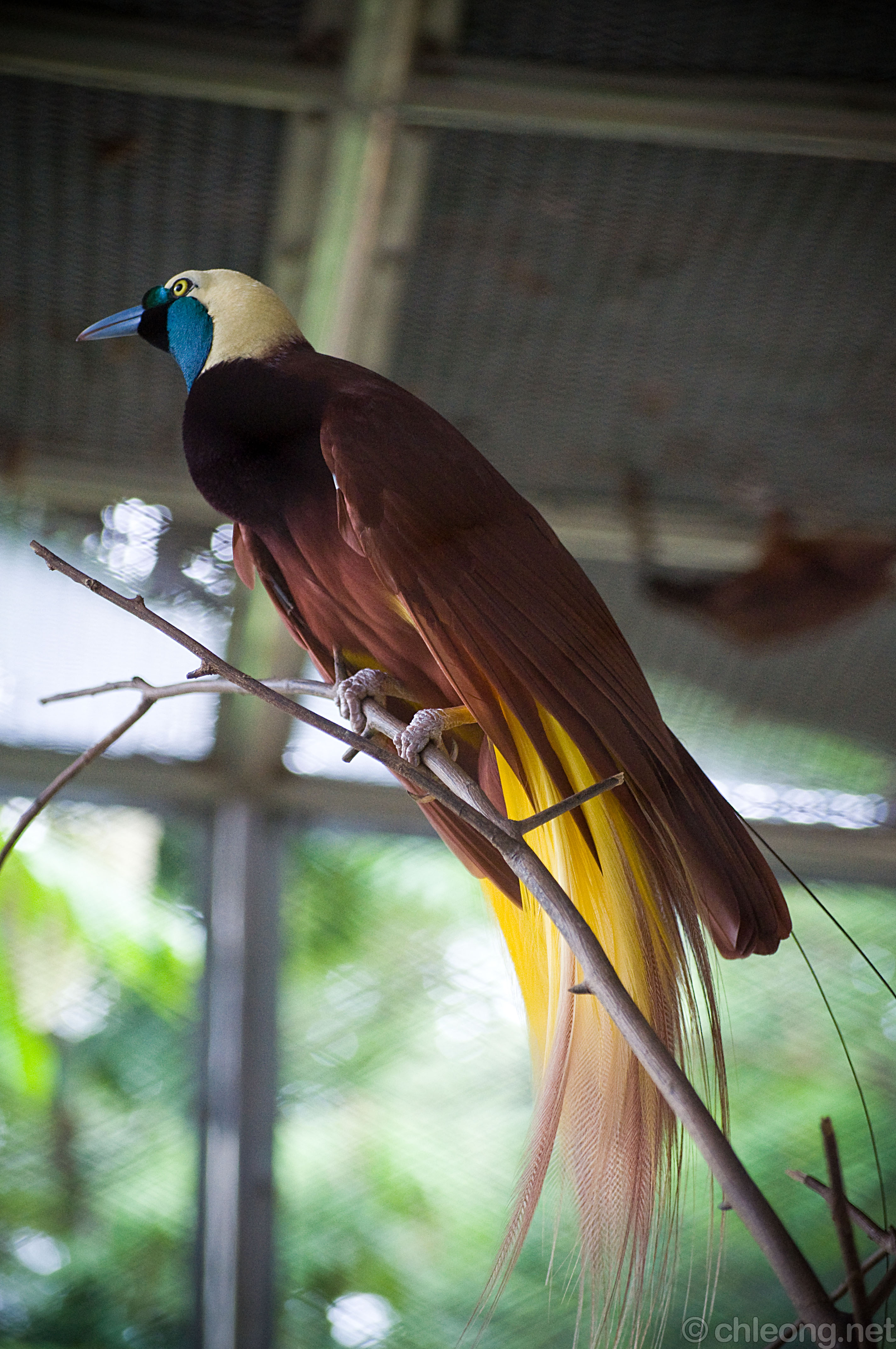
「極楽鳥」の別名で知られるオオフウチョウ。

ふうちょう座は、1603年にヨハン・バイエルが出版した星図『ウラノメトリア』で世に知られるようになったためバイエルが新たに設定した星座と誤解されることがあるが、実際は1598年にフランドル生まれのオランダの天文学者ペトルス・プランシウスが、オランダの航海士ペーテル・ケイセルとフレデリック・デ・ハウトマンが1595年から1597年にかけての東インド航海で残した観測記録を元に、オランダの天文学者ヨドクス・ホンディウスと協力して製作した天球儀に翼も脚もない鳥の姿を描いたことに始まる。そのため近年はケイセルとデ・ハウトマンが考案した星座とされている。
この星座のモチーフとされたのは、ニューギニア島の固有種で「極楽鳥」の通称でも知られるフウチョウである。フウチョウが西洋に初めてもたらされた16世紀頃は、生きたまま西洋まで連れてくることができず、翼も脚ももがれた剥製として紹介された。そのため、この鳥は一生枝に止まらず風に乗って空を飛び続けるものと誤解され、ラテン語で「楽園の鳥」を意味する Avis paradiseus として紹介されていた。
現在のふうちょう座の学名は Apus だが、ラテン語で「フウチョウ」を意味する Apus または Apous、「鳥」を意味する Avis の綴りがそれぞれ「蜜蜂」を意味する Apis と似ているため、17世紀から18世紀にかけての星図や星表に数々の綴り誤りが生まれた。プランシウスは、1598年に製作した天球儀にオランダ語とラテン語で星座名を書き記していたが、この星座に対してはオランダ語で「極楽鳥」を意味する Paradysvogel と書きながら、ラテン語では「インドの蜜蜂」を意味する Apis Indica と書き記している。これは、ラテン語で「鳥」を意味する Avis を「蜜蜂」を意味する Apis と間違えて綴ったものとされる。このプランシウスの誤りは、ホンディウスが1600年と1601年に製作した天球儀にもそのまま引き継がれた。そして、ヨハン・バイエルがこれらの天球儀からデータをそっくり写して作成した星図『ウラノメトリア』で APIS INDICAと誤りをそのまま引き継いだ結果、1621年にアイザック・ハプレヒト2世が製作した天球儀で Apis Indica、1624年にヤコブス・バルチウスが著した天文書『Usus astronomicus planisphaerii stellati』で APOVS & Apis seu avis Indicaと記されるなど、17世紀初頭のしばらくの間誤った星座名が使われることとなった。
この時期でも例外的に正しい星座名が使われた事例もある。たとえばオランダの天文学者ウィレム・ブラウは、1602年に製作した天球儀ではラテン語で「インドの蜜蜂」を意味する Apes Indica と記していたが、1603年に製作した天球儀では1598年から1602年にかけて第二次観測を行ったデ・ハウトマンの観測記録を元に修正を加え、ラテン語で「インドのフウチョウ」を意味する Apous Indica と改訂した。またデ・ハウトマンも、1603年に製作した星表でオランダ語で「極楽鳥」を意味する De Paradijs Voghel とした。ただしこの星表は、オランダ語のマレー語辞典の付録として掲載されたため、広く天文学者の間で知られることはなかった。
天文学者に使用されるような星表では、1627年にヨハネス・ケプラーが刊行した星表『ルドルフ表 (羅: Tabulæ Rudolphinæ)』でようやく Apus, Avis Indica と正しく記された。これ以降は、イギリスの天文学者エドモンド・ハリーの星表『Catalogus stellarum australium』（1679年）やポーランドの天文学者ヨハネス・ヘヴェリウスの星表『Prodromus Astronomiae』（1690年）、イギリスの天文学者ジョン・フラムスティードの星図『天球図譜』（1729年）などの星図・星表で ApusまたはAvis Indica の名称が用いられた。
1922年5月にローマで開催されたIAUの設立総会で現行の88星座が定められた際にそのうちの1つとして選定され、星座名は Apus、略称は Aps と正式に定められた。新しい星座のため星座にまつわる神話や伝承はない。
ラカイユによって切り取られたふうちょう座の「尾」
- 『ウラノメトリア』（1661年版）に描かれた APIS INDICA（左側）。
- ラカイユの1756年版の星図に描かれた l'oiseau de Paradis（現在のふうちょう座）と l’Octans de Reflexion（現在のはちぶんぎ座）。

現在のはちぶんぎ座のδ星・π1星・π2星・ρ星・ω星は、『ウラノメトリア』ではふうちょう座の一部とされていた星であった。フランスの天文学者ニコラ＝ルイ・ド・ラカイユは、1751年から1752年にかけてケープタウンでおこなった観測の記録を元に14個の星座を考案し、1756年に刊行された1752年版のフランス科学アカデミーの紀要『Histoire de l'Académie royale des sciences』に掲載された星図にこれらの星座を描いた。そのうち、天の南極を取り巻く新星座 l’Octans de Reflexion（反射式八分儀）を設ける際に、ふうちょう座の尾に当たる部分の星を切り取って新星座の一部とした。このラカイユによる新たな区分が後世の天文学者たちにほぼそのまま引き継がれたため、ふうちょう座の尾は短く切られたままとなった。

### 中国
現在のふうちょう座の領域は、中国の歴代王朝の版図からはほとんど見ることができなかったため、三垣や二十八宿には含まれなかった。この領域の星々が初めて記されたのは明朝末期の1631年から1635年にかけてイエズス会士アダム・シャールや徐光啓らにより編纂された天文書『崇禎暦書』であった。ふうちょう座のζ・ι・β・γ・δ1・η・α・εの8星は、はちぶんぎ座δ星とともに「異雀」という星官に配された。

## 呼称と方言
日本では明治末期には「風鳥」という訳語が充てられていた。これは、1910年（明治43年）2月に刊行された日本天文学会の会誌『天文月報』の第2巻11号に掲載された、星座の訳名が改訂されたことを伝える「星座名」という記事で確認できる。この訳名は、1925年（大正14年）に初版が刊行された『理科年表』にも「風鳥（ふうてう）」として引き継がれ、1944年（昭和19年）に天文学用語が見直された際も「風鳥（ふうてう）」が継続して採用された。戦後の1952年（昭和27年）7月に日本天文学会が「星座名はひらがなまたはカタカナで表記する」とした際に、Apus の日本語の学名は「ふうちよう」と改められた。1974年（昭和49年）1月に刊行された『学術用語集（天文学編）』では仮名遣いが改められ「ふうちょう」が星座名とされた。この改定以降は「ふうちょう」が星座名として継続して用いられている。
現代の中国では天燕座と呼ばれている。